# Cantonul Maurs
Cantonul Maurs este un canton din arondismentul Aurillac, departamentul Cantal, regiunea Auvergne, Franța.

## Comune
| Comune                  | Populație (1999) | Cod poștal | Cod INSEE |
| ----------------------- | ---------------- | ---------- | --------- |
| Boisset                 | 653              | 15600      | 15021     |
| Fournoulès              | 83               | 15600      | 15071     |
| Leynhac                 | 386              | 15600      | 15104     |
| Maurs                   | 2 253            | 15600      | 15122     |
| Montmurat               | 133              | 15600      | 15133     |
| Mourjou                 | 354              | 15340      | 15136     |
| Quézac                  | 323              | 15600      | 15157     |
| Rouziers                | 122              | 15600      | 15167     |
| Saint-Antoine           | 133              | 15220      | 15172     |
| Saint-Constant          | 553              | 15600      | 15181     |
| Saint-Étienne-de-Maurs  | 622              | 15600      | 15184     |
| Saint-Julien-de-Toursac | 105              | 15600      | 15194     |
| Saint-Santin-de-Maurs   | 340              | 15600      | 15212     |
| Le Trioulou             | 99               | 15600      | 15242     |